# Baía da Pomerânia

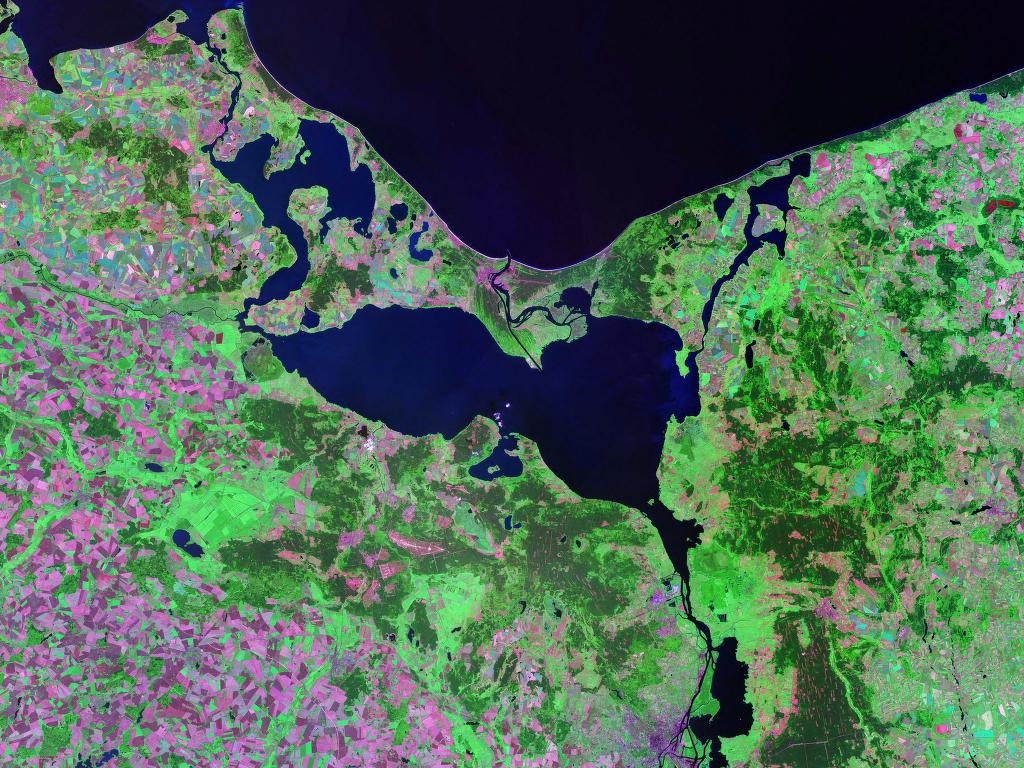
Imagem de satélite da Baía da Pomerânia.

A baía da Pomerânia (em polonês Zatoka Pomorska; em alemão Pommersche Bucht) é uma bacia hídrica localizada no sudoeste do mar Báltico, abrangendo um trecho de litoral que se estende desde o território da Alemanha ao território do país vizinho da Polônia.
No sul, a baía da Pomerânia fica separada da Lagoa de Oder na cabeceira do rio Oder pelas ilhas de  Usedom ou Uznam e Wolin ou Wollin, sendo que existem três vias de conexão à baía: Dziwna, Świna ou Swine e  Peene ou Piana. O oeste apresenta seus limites junto à ilha alemã de Rügen ou Rugia; ao norte a ilha dinamarquesa de Bornholm.
A profundidade máxima é de vinte metros sendo que a salinidade fica por volta de 8%. A baía da Pomerânia possui uma via fluvial aprofundada do porto marítimo de Estetino (Szczecin), pelo rio Oder, a lagoa de Estetino, e rio Świna, permitindo com isso que grandes navios possam atracar nos portos de Świnoujście e Estetino.
Seu portos mais importantes são:
- Estetino (Szczecin)
- Świnoujście
- Dziwnów
- Usedom
- Wolgast